# Топлица (община Врабчище)
Вижте пояснителната страница за други значения на Топлица.
Топлица (на македонска литературна норма: Топлица; на албански: Toplica) е село в Северна Македония, в община Врабчище.

## География
Селото е разположено на 6 километра северно от Гостивар в източното подножие на планината Шар (масива Враца).

## Етимология
Името Топлица е от то̀пъл и топонимична наставка и типично славянско име във връзка с баня и топло. През XI век на пътя от Пловдив за Одрин се споменава крепост Τόπλιτσιος, старобългарски , „топъл извор“, в превода на Шестоднева: '        . Името Топлица е често в българската езикова територия. Името се носи и от Топлица река в Поморавието. Сравними са словашкото Teplica, чешкото Teplice, полкото Tieplice, германският град Teplitz и други.

## История
В края на XIX век Топлица е албанско село в Гостиварска нахия на Тетовска каза на Османската империя. Според статистиката на Васил Кънчов („Македония. Етнография и статистика“) в 1900 година Топлица има 120 жители арнаути мохамедани.
В 1913 година селото попада в Сърбия. Според Афанасий Селишчев в 1929 година Топлица е село в Галатска община (с център Врабчище) в Горноположкия срез и има 40 къщи с 250 жители албанци.
Според преброяването от 2002 година селото има 1274 жители.
| Националност | Всичко |
| македонци    | 0      |
| албанци      | 1267   |
| турци        | 0      |
| роми         | 0      |
| власи        | 0      |
| сърби        | 0      |
| бошняци      | 1      |
| други        | 6      |